# Klaus Rost
Klaus Rost (Witten, Alemania, 2 de marzo de 1940-Witten, 10 de agosto de 2023) fue un deportista alemán retirado especialista en lucha libre olímpica donde llegó a ser subcampeón olímpico en Tokio 1964.

## Carrera deportiva
En los Juegos Olímpicos de 1964 celebrados en Tokio ganó la medalla de plata en lucha libre olímpica estilo peso ligero, tras el luchador búlgaro Enyu Valchev (oro) y por delante del japonés Iwao Horiuchi (bronce).